# Tokači (sopka)
Tokači je aktivní vulkanický komplex, nacházející se v centrální části Hokkaida. Komplex je tvořen několika, převážně andezitovými stratovulkány a lávovými dómy, seřazenými v linii severovýchod-jihozápad. Nejmladší projevy vulkanismu jsou lokalizovány na severním okraji komplexu. V 19. a 20. století bylo zaznamenáno přibližně dvacet menších freatických erupcí, větší se vyskytly v letech 1926 a 1962. Při erupci z roku 1926 došlo k částečné destrukci západní stěny vulkánu Tokači.